# Kevin Budden
Kevin Budden (1930 - 28 juillet 1950) était un herpétologiste et chasseur de serpents amateur australien. Kevin Budden est mort en 1950 d'une morsure de taïpan.
Après ses études, il rejoint The Australian Reptile Club. Passionné par les serpents, il se construit son propre vivarium et passe tous ses week-ends dans le bush à collecter les reptiles. En 1948, il capture  59 serpents et est mordu cinq fois. En 1950, Kevin Budden se rend dans la région du Queensland dans le but de capturer un taïpan vivant afin d'élaborer un antidote anti venin, inexistant à l'époque. Le 27 juillet 1950, Budden trouve un spécimen de six pieds (environ deux mètres), près de Cairns. Lors de sa capture, alors qu'il essaie de le mettre dans un sac, Budden est mordu au pouce gauche. Il parvient néanmoins à mettre le taïpan dans le sac. Malgré tous les efforts des médecins de l'hôpital de Cairns, Kevin Budden meurt à 13h30, le 28 juillet 1950. Le spécimen ayant mordu et tué Kevin Budden est aujourd'hui encore conservé au National Museum Of Victoria. C'est à partir de ce serpent qu'a été créé le premier antidote en 1955.